# Distrito de Umbaúba - Rio do Antônio

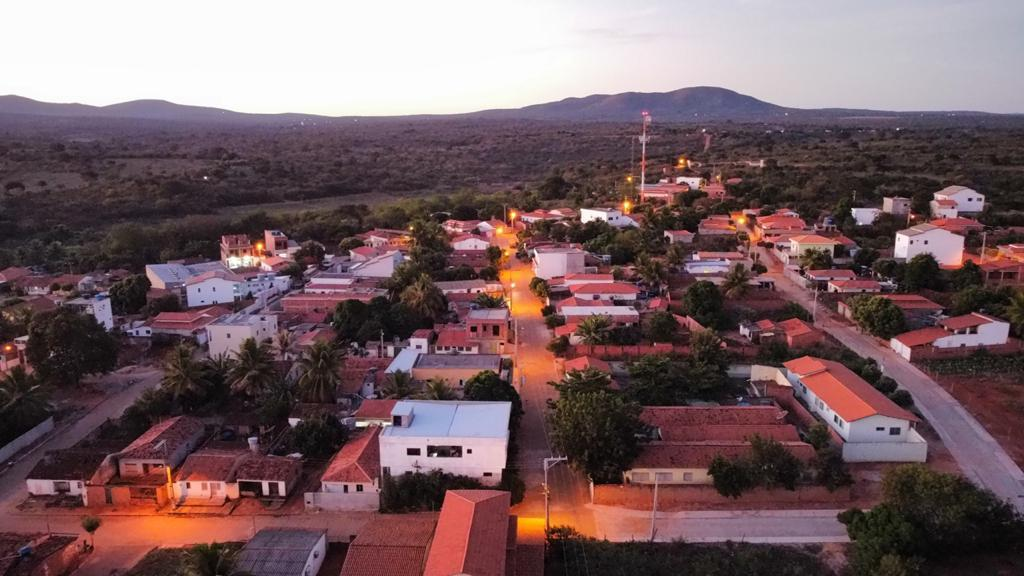
Distrito de Umbaúba

Umbaúba é um distrito localizado no município de Rio do Antônio, no estado da Bahia, região Nordeste do Brasil. Reconhecido oficialmente como distrito, destaca-se atualmente pelo seu rápido crescimento e desenvolvimento em áreas como infraestrutura, comércio local e serviços públicos.
Situado a aproximadamente 11 km da sede do município e a cerca de 23 km da cidade de Caculé, Umbaúba possui ligação direta com o município vizinho por meio da rodovia BA-026, o que facilita o acesso a centros urbanos maiores e contribui para o dinamismo econômico da região.
O distrito conta com uma estrutura básica de serviços que atende à população local, incluindo posto de saúde, escola, mercados, lojas comerciais, farmácias e espaços destinados à prática de esportes. Esses elementos fazem de Umbaúba um centro de referência para moradores da zona rural circundante e povoados vizinhos.
A presença de comércios variados e a constante melhoria da infraestrutura têm impulsionado o crescimento local, atraindo novos moradores e fomentando a economia distrital. Além disso, o distrito apresenta um forte senso de comunidade, com eventos religiosos, culturais e esportivos promovidos regularmente por seus habitantes.